# Fakt 13 Visual Lab
A Fakt 13 Visual Lab 2013-ban Budapesten alapított művészeti műhely. A két alapító, Tóth Luca és Tóth Ridovics Máté vizuális művészek, akik álló- és mozgóképpel, illusztrációval, animációs film rendezéssel foglalkoznak. Kiemelten fontosnak tartják a különböző műfajokkal való kísérletezést és a társadalmi folyamatokra, közösségi kérdésekre való reflexiót, hatásgyakorlást.